# Heather Hunter
 (mars 2019).
Si vous disposez d'ouvrages ou d'articles de référence ou si vous connaissez des sites web de qualité traitant du thème abordé ici, merci de compléter l'article en donnant les références utiles à sa vérifiabilité et en les liant à la section « Notes et références ».
Pour les articles homonymes, voir Hunter.
Heather Hunter, née le 1er octobre 1969 dans le Bronx, est une actrice pornographique, chanteuse et artiste peintre américaine.

## Biographie
Heather Hunter débute dans la pornographie en 1988 avec des films de lesbiennes et de type interracial.
Son physique athlétique la rend célèbre, elle joue dans The Robin Byrd Show, une émission qui passe sur la télévision par câble américaine depuis 1977.
Elle devient la première afro-américaine à rentrer dans l'agence Vivid Entertainment.
En 2003, sort un dessin animé à son image Bullet Proof Diva dans le style des Marvel Comics.
En 2006, elle expose ses œuvres aux Front Street Gallery de Brooklyn, intitulé « Hunter Collection ».
En 2007, elle écrit avec Michelle Valentine le livre Insatiable: The Rise of a Porn Star, qui raconte l'histoire romancée de Simone Young, inspirée de la vie d'Heather Hunter. Lors d'une interview donnée au magazine Paper, elle déclare être bisexuelle.
Depuis 1993, elle fait une vraie carrière musicale en signant avec les labels Island Records pour la house musique et Tommy Boy Records pour du hip-hop comme le titre I Want It All Night Long.
Admirée par les rappeurs, elle apparaît sur les albums d'Akinyele, Kool Keith, N.O.R.E., Above The Law, Bubba Sparxxx, Esham... et la vidéo de 2Pac - How Do U Want It.

### Livre
- Insatiable: The Rise of a Porn Star, coécrit avec Michelle Valentine, éd.  St. Martin's Press, 2007,

### Discographie
- I Want It All Night Long, 1993
- Double H: The Unexpected, 2005 (Blo Records)

### Filmographie sélective
- Heather Hunter on Fire (1988)
- Heather (1989)
- Heather's Home Movies (1989)
- Where the Boys Aren't 3 (1990)
- Blue Jean Brat (1991)
- Wet Sex 1 & 5 (1992)
- Deep Inside Deidre Holland (1993)
- Les vestiaires du plaisir, réalisateur Paul Thomas, V.H.S., éditeur O.U.T., Paris, (1994)
- Fashion Plate (1995)
- Fashion Plate (1996)
- Cream On 2 (1997)
- Where the Boys Aren't 10 (1998)
- Where the Boys Aren't 11 (1999)
- Best of the Vivid Girls 30 (2000)
- Deep Inside Lexus (2001)
- Girls Only: Strapped On (2002)
- Comedy After Dark (2003)
- Can You Be A Pornstar? 3 & 4 (2004)